# Monica Holler
Monica Holler (Laxå, Comtat d'Örebro, 15 de maig de 1984) va ser una ciclista sueca, que fou professional entre 2005 i el 2012.

## Palmarès
- 2001
  -  Campiona de Suècia júnior en ruta
- 2002
  -  Campiona de Suècia júnior en ruta
- 2004
  -  Campiona d'Europa sub-23 en Ruta
- 2006
  - 1a a la Parel van de Veluwe
- 2007
  - Vencedora d'una etapa a l'Albstadt-Frauen-Etappenrennen
- 2008
  - Vencedora d'una etapa al Giro de Toscana-Memorial Michela Fanini
- 2009
  - Vencedora d'una etapa al Trofeu d'Or
- 2010
  - Vencedora d'una etapa al Trofeu d'Or